# Gábor Bukrán
Gábor Bukrán (* 16. November 1975 in Eger) ist ein ehemaliger ungarischer Fußballspieler.

## Karriere

### Verein
Bukrán spielte bis 1993 für Honvéd Budapest. Mit Honvéd wurde er in der Saison 1992/93 ungarischer Meister. 1993 wechselte er nach Belgien zu Sporting Charleroi, für das er vier Saisonen lang spielte.
Zur Saison 1997/98 wechselte er nach Spanien zum Drittligisten FC Córdoba. Sein erstes Spiel für Córdoba in der Segunda División B absolvierte er im August 1997, als er am ersten Spieltag jener Saison gegen den CD Manchego in der Startelf stand und in der 60. Minute durch José María Mena ersetzt wurde. Im November 1997 erzielte er bei einem 2:0-Sieg gegen den Motril CF sein erstes Tor in der dritthöchsten spanischen Spielklasse. Zu Saisonende hatte er 29 Einsätze für Córdoba zu Buche stehen, in denen er drei Tore erzielte. Im Sommer 1998 wechselte er zum Ligakonkurrenten Deportivo Xerez. Für Xerez kam er in der Saison 1998/99 zu 18 Einsätzen in der Segunda División B und erzielte dabei zwei Tore.
Im August 1999 wechselte Bukrán nach England zum Zweitligisten FC Walsall. Für Walsall absolvierte er in der Saison 1999/2000 37 Spiele in der First Division und erzielte dabei zwei Tore. Mit Walsall stieg er zu Saisonende allerdings aus der zweiten englischen Liga ab. Nach einer Saison in der Second Division konnte er mit dem Verein 2001 jedoch wieder in die zweithöchste Spielklasse aufsteigen.
Nach dem Aufstieg schloss er sich im August 2001 dem Drittligisten Wigan Athletic an. Nach nicht einmal einem Monat bei Wigan, in dem er ein Spiel für den Verein absolviert hatte, wechselte er zum österreichischen Bundesligisten SV Austria Salzburg. Sein Debüt in der Bundesliga gab er im Februar 2002, als er am 23. Spieltag der Saison 2001/02 gegen den SK Rapid Wien in der Startelf stand. Insgesamt absolvierte er 14 Spiele für die Salzburger in der höchsten österreichischen Spielklasse.
Zur Saison 2003/04 wechselte Bukrán ein zweites Mal nach Belgien, wo er sich Royal Antwerpen anschloss. Mit Antwerpen stieg er zu Saisonende in die 2. Division ab. 2005 schloss er sich dem Drittligisten UR Namur an, mit dem er 2007 in die zweithöchste belgische Spielklasse aufsteigen konnte, in der er mit dem Verein bis zum Abstieg 2009 spielte.
Danach spielte er ab 2010 noch für RJS Heppignies-Lambusart-Fleurus und RES Couvin-Mariembourg, ehe er seine Karriere beendete.

### Nationalmannschaft
Bukrán debütierte im Februar 2000 in einem Testspiel gegen Australien für die ungarische Nationalmannschaft. Dies blieb sein einziger Einsatz für diese.

## Erfolge
Honvéd Budapest
- Ungarischer Meister: 1992/93